# Pierre Aycelin de Montaigut
Pierre Aycelin de Montaigut OSB (* zwischen 1320 und 1325; † 8. November 1388 in Reims) war ein französischer Bischof, Kardinal und Diplomat; er wurde Kardinal von Laon genannt.

## Leben
Er war der Neffe von Gilles II. Aycelin de Montaigut, und wie dieser Doktor des kanonischen Rechts. Pierre Aycelin war Benediktiner und Prior von St-Martin-des-Champs. Er wurde 1359 Kanzler des Grafen Johann von Poitou, dem Sohn Königs Johanns II., 1361 Bischof von Nevers, 1371 Bischof von Laon. 1383 wurde er zum Kardinal (Pseudokardinal) erhoben.
Pierre Aycelin gehörte zu den Beratern erst König Karls V., nach dessen Tod dann zu den Beratern der Onkel des neuen Königs Karl VI. Er spielte eine Rolle bei der Unterstützung Frankreichs für den Avignonesischen Gegenpapst Clemens VII. (1379), danach versuchte er vergeblich, die Grafschaft Flandern unter die Oberhoheit Avignons zu bringen (1383).